# 赫拉尔多·韦特海因

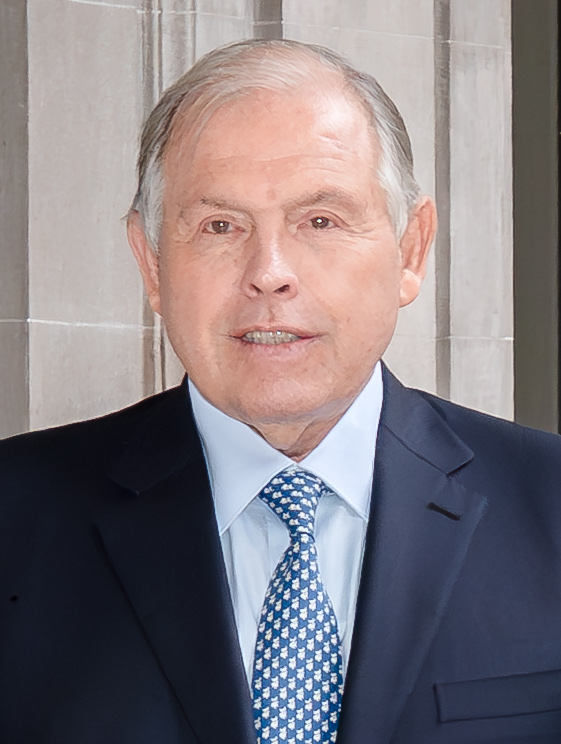
攝於2025年

赫拉尔多·韦特海因（1955年12月3日—）是一位阿根廷商人，曾任阿根廷驻美国大使 ，现任阿根廷外交部长。
2009年至2021年，韦特海因担任阿根廷奥林匹克委员会主席。自2011年起，他还担任国际奥林匹克委员会和奥林匹克广播服务公司成员，并于2020年以“执行委员”身份加入国际奥委会执行委员会。在他担任奧委會主席期间，布宜诺斯艾利斯被选为2018年夏季青年奥运会的主办城市，该奥运会于同年10月举行。